# Liste der Mitglieder des Sächsischen Landtags 1857/58
Diese Liste gibt einen Überblick über die Mitglieder des ordentlichen Sächsischen Landtags des Jahres 1857/58, der vom 18. November 1857 bis zum 7. August 1858 tagte.

## Zusammensetzung der I. Kammer

### Präsidium
- Präsident: Friedrich Ernst von Schönfels
- Vizepräsident: Friedrich Freiherr von Friesen
- 1. Sekretär: Christoph Holm von Egidy
- 2. Sekretär: Eduard Wimmer

### Vertreter des Königshauses und der Standesherrschaften
| Besitz oder Institution                                      | Abgeordneter                                                                          | Bemerkungen |
| ------------------------------------------------------------ | ------------------------------------------------------------------------------------- | ----------- |
| Sächsisches Königshaus                                       | Prinz Johann?                                                                         |             |
| Besitzer der Standesherrschaft Königsbrück                   | Ernst Graf Wilding von Königsbrück, Fürst von Radali                                  |             |
| Besitzer der Standesherrschaft Reibersdorf                   | Kurt Heinrich Ernst Graf von Einsiedel                                                |             |
| Besitzer der Herrschaft Wildenfels                           | Friedrich Magnus Graf zu Solms-Wildenfels, vertreten durch Baron Rudolph von Kalitsch |             |
| Vertreter der vier Schönburgischen Lehnsherrschaften         | Graf Heinrich Gottlob Otto Ernst Herr von Schönburg Schönburg                         |             |
| Bevollmächtigter der fünf Schönburgischen Rezessherrschaften | Karl von Könneritz                                                                    |             |
| Vertreter der Universität Leipzig                            | Gustav Hänel                                                                          |             |

### Vertreter der Geistlichkeit
| Amt                                  | Abgeordneter                               | Bemerkungen                    |
| ------------------------------------ | ------------------------------------------ | ------------------------------ |
| Evangelischer Oberhofprediger        | Theodor Albert Liebner                     |                                |
| Dekan des Domstifts zu Bautzen       | Ludwig Anton Forwerk                       |                                |
| Superintendent zu Leipzig            | Gotthard Victor Lechler                    |                                |
| Vertreter des Kollegiatstifts Wurzen | Eduard Friederici                          | Austritt per 29. Mai 1858      |
| Vertreter des Kollegiatstifts Wurzen | Haubold von Schröter                       | eingetreten am 1. Juni 1858    |
| Vertreter des Hochstifts Meißen      | Eduard Gottlob von Nostitz und Jänckendorf | † 18. Februar 1858             |
| Vertreter des Hochstifts Meißen      | Karl Gustav von Watzdorf                   | eingetreten am 3. Februar 1858 |

### Auf Lebenszeit gewählte Abgeordnete der Rittergutsbesitzer
| Wahlbezirk            | Abgeordneter                                              | Bemerkungen |
| --------------------- | --------------------------------------------------------- | ----------- |
| Meißner Kreis         | Christoph Holm von Egidy                                  |             |
| Meißner Kreis         | Ernst Gottlob von Heynitz                                 |             |
| Meißner Kreis         | Bernhard Freiherr von Rochow                              |             |
| Erzgebirgischer Kreis | Gustav Heinrich Freiherr von Biedermann                   |             |
| Erzgebirgischer Kreis | Eduard Carl Friedrich Adolph von Polenz                   |             |
| Oberlausitz           | Johann Wolfgang Siegismund Graf von Riesch                |             |
| Oberlausitz           | Egon Heinrich Gustav Freiherr von Schönberg-Bibran-Modlan |             |
| Oberlausitz           | Johannes Petrus Cajus Graf zu Stolberg-Stolberg           |             |
| Leipziger Kreis       | Otto von Böhlau                                           |             |
| Leipziger Kreis       | Hans Adolph Heinrich Job von Carlowitz                    |             |
| Vogtländischer Kreis  | Friedrich Ernst von Schönfels                             |             |
| Vogtländischer Kreis  | Carl von Metzsch                                          |             |

### Rittergutsbesitzer durch Königliche Ernennung
- Karl Graf von Einsiedel
- Heinrich Otto von Erdmannsdorf
- Friedrich Freiherr von Friesen
- Hans Friedrich Curt von Lüttichenau
- Curt Ernst von Posern
- Rudolf Benno von Römer
- Rudolf Friedrich Theodor von Watzdorf
- Kurt Robert Freiherr von Welck
- Ludwig Eduard Victor von Zehmen
- Ludwig Wilhelm Ferdinand Freiherr von Beschwitz

### Magistratspersonen
| Wahlbezirk | Abgeordneter                                     | Bemerkungen |
| ---------- | ------------------------------------------------ | ----------- |
| Dresden    | Friedrich Wilhelm Pfotenhauer, Oberbürgermeister |             |
| Leipzig    | Carl Wilhelm Otto Koch, Bürgermeister            |             |
| Schneeberg | Eduard Wimmer, Bürgermeister                     |             |
| Freiberg   | August Friedrich Clauß, Bürgermeister            |             |
| Grimma     | Ernst Ludwig Hennig, Bürgermeister               |             |
| Plauen     | Ernst Wilhelm Gottschald, Bürgermeister          |             |
| Bautzen    | Adolph Traugott Eduard Starke, Bürgermeister     |             |
| Chemnitz   | Johannes Friedrich Müller, Bürgermeister         |             |

## Zusammensetzung der II. Kammer

### Präsidium
- Präsident: Karl Heinrich Haase
- Vizepräsident: Karl Alexander Hermann Braun
- 1. Sekretär: Heinrich Ludolph Kasten
- 2. Sekretär: Friedrich Wilhelm Finke

### Abgeordnete der Rittergutsbesitzer
| Wahlbezirk            | Abgeordneter                             | stellvertretender Abgeordneter                 | Bemerkungen |
| --------------------- | ---------------------------------------- | ---------------------------------------------- | ----------- |
| Erzgebirgischer Kreis | Karl Otto Freiherr von Welck             | William Eduard Kraft                           |             |
| Erzgebirgischer Kreis | Carl Friedrich Reiche-Eisenstuck         | Ernst Maximilian von Carlowitz                 |             |
| Erzgebirgischer Kreis | Eduard Heinrich von Schönfels            | Max Hermann von Carlowitz-Maxen                |             |
| Leipziger Kreis       | Gustav von König                         | Johann Gottfried Dietze                        |             |
| Leipziger Kreis       | Theodor Alexander Platzmann              | Franz Karl Müller                              |             |
| Leipziger Kreis       | August Ferdinand Stockmann               | Moritz Clauß                                   |             |
| Leipziger Kreis       | Moritz Baumann                           | Adolf Baumann                                  |             |
| Meißner Kreis         | Carl August Rittner                      | Johann Gottlob Leuteritz                       |             |
| Meißner Kreis         | Feodor Franz Albert von Schönberg        | Haubold von Schröter                           |             |
| Meißner Kreis         | Christian Heinrich Freiherr von Wöhrmann | Johann Gottlob Leuteritz                       |             |
| Meißner Kreis         | Eduard van der Beeck                     | Karl Christian Arthur Freiherr Dathe von Burgk |             |
| Meißner Kreis         | Friedrich Wilhelm von Oppel              | Otto von Raisky                                |             |
| Oberlausitz           | Paul Hermann                             | Paul Gotthelf Freiherr von Gutschmidt          |             |
| Oberlausitz           | Friedrich Theodor von Criegern           | Friedrich Wilhelm Schmalz                      |             |
| Oberlausitz           | Hans Karl Florian von Nostitz-Drzwiecki  | Ernst Gustav Julius Pfeiffer                   |             |
| Oberlausitz           | Hermann von Nostitz-Wallwitz             | Theodor Graf zur Lippe-Biesterfeld-Weißenfeld  |             |
| Oberlausitz           | Richard Wahle                            | Franz Guido Hempel                             |             |
| Vogtländischer Kreis  | Heinrich Ludolph Kasten                  | Friedrich Wilhelm Adler                        |             |
| Vogtländischer Kreis  | Franz Ludwig Golle                       | Wolf von Tümpling                              |             |
| Vogtländischer Kreis  | Wilhelm Otto Seiler                      | Carl Theodor Kreller                           |             |

### Abgeordnete der Städte
| Wahlbezirk | Abgeordneter                      | stellvertretender Abgeordneter  | Bemerkungen                                                                      |
| ---------- | --------------------------------- | ------------------------------- | -------------------------------------------------------------------------------- |
| 1          | Karl August Rötzschke             | Franz Eduard Helbig             |                                                                                  |
| 2          | Friedrich Rudolph Sörnitz         | Friedrich Moritz Winkler        |                                                                                  |
| 3          | vakant                            | vakant                          |                                                                                  |
| 4          | Carl Meyer                        | Gotthelf Moritz Koch            |                                                                                  |
| 5          | Karl Loth                         | Emil Sommer                     |                                                                                  |
| 6          | Ernst Preßprich                   | Friedrich Wilhelm Ziesler       |                                                                                  |
| 7          | Karl August Echarti               | Konrad Eduard Rüger             |                                                                                  |
| 8          | Constantin Glöckner               | Friedrich Ernst Theodor Nicolai |                                                                                  |
| 9          | August Andreas Behr               | Polycarp Gotthold Lechla        |                                                                                  |
| 10         | Polykarp Eduard Lechla            | Friedrich Moritz Schneider      |                                                                                  |
| 11         | Heinrich Theodor Koch             | vakant                          |                                                                                  |
| 12         | Friedrich Gustav Weidauer         | Karl Friedrich Adolph Wieland   |                                                                                  |
| 13         | Johann Friedrich Uhlmann          | Otto Hermann Krauße             |                                                                                  |
| 14         | Robert Wilhelm Schiffner          | Karl Wilhelm Wunderlich         |                                                                                  |
| 15         | Christian Friedrich Fikentscher   | Heinrich Julius Webendörfer     |                                                                                  |
| 16         | Joseph Wilhelm Schilbach          | Friedrich August Neidhardt      |                                                                                  |
| 17         | Alexander Karl Hermann Braun      | Christian Gottlieb Pfretzschner |                                                                                  |
| 18         | Friedrich Wilhelm Fincke          | Heinrich Albin Groh             |                                                                                  |
| 19         | Christian Gottlieb Hoffmann       | Ernst Gustav Jakob              |                                                                                  |
| 20         | Daniel Ferdinand Ludwig Haberkorn | Ernst Wilhelm Haupt             |                                                                                  |
| Chemnitz   | Magnus Ottomar Kölz               | Gustav Dörstling                |                                                                                  |
| Dresden    | Bernhard Johann Arnest            | Karl Friedrich August Walther   | exakte Benennung des Dresdner Wahlbezirks erfolgt in vorliegenden Quellen nicht  |
| Dresden    | Julius Theodor Hertel             | vakant                          | exakte Benennung des Dresdner Wahlbezirks erfolgt in vorliegenden Quellen nicht  |
| Leipzig    | Karl Heinrich Haase               | Alexander Otto Kormann          | exakte Benennung des Leipziger Wahlbezirks erfolgt in vorliegenden Quellen nicht |
| Leipzig    | Karl Heinrich Andreas Poppe       | August Moritz Weickert          | exakte Benennung des Leipziger Wahlbezirks erfolgt in vorliegenden Quellen nicht |

### Abgeordnete des Bauernstandes
| Wahlbezirk | Abgeordneter                       | stellvertretender Abgeordneter          | Bemerkungen |
| ---------- | ---------------------------------- | --------------------------------------- | ----------- |
| 1          | Carl Gustav Adam Asmus             | Karl Friedrich Kuntze                   |             |
| 2          | Friedrich Wilhelm Jacob            | Karl Thomas Enghardt                    |             |
| 3          | Karl Gottlieb Moritz Eckelmann     | Friedrich Ernst Zimmermann              |             |
| 4          | Johann Gottlieb Kleeberg           | Johann Georg Ernst Däbritz              |             |
| 5          | Christian Traugott Oehmichen       | Karl August Hertzsch                    |             |
| 6          | Johann Gottlob Leitholdt           | Albert Schwarz                          |             |
| 7          | Adolph Moritz Jungnickel           | August Gotthardt Petzold                |             |
| 8          | Friedrich Wilhelm May              | Johann Gottfried Müller                 |             |
| 9          | Ferdinand Traugott Ficinus         | Friedrich Wilhelm Blümich               |             |
| 10         | Friedrich Wilhelm Oehmichen        | Carl Heinrich Ferdinand Lommatzsch      |             |
| 11         | Hermann Rennert                    | Christian Gottlieb Däweritz             |             |
| 12         | Gottlob Friedrich Göhler           | Karl Heinrich Haselbach                 |             |
| 13         | Julius Emil Braun                  | Karl Ludwig Koch                        |             |
| 14         | Ludwig Ernst Meinert               | Karl August Müller                      |             |
| 15         | Johann David Köhler                | Karl Friedrich Thiemer                  |             |
| 16         | Karl Friedrich Wilhelm Heyn        | Karl Heinrich Scheidhauer               |             |
| 17         | Johann Gottfried Renz              | Johann Christoph Friedrich Stöhr        |             |
| 18         | Heinrich Wilhelm Schweizer         | Immanuel Gotthilf Göldner               |             |
| 19         | Carl Friedrich Tröger              | Christoph Engelmann}                    |             |
| 20         | Johann Gottfried Dietzsch          | Christian Friedrich Ferdinand Schneider |             |
| 21         | Christian Gottlieb Riedel          | Karl Eduard Roscher                     |             |
| 22         | Johann Gottfried Tempel            | Karl Elias Domsch                       |             |
| 23         | Christian Friedrich Wilhelm Israel | Karl August Heinze                      |             |
| 24         | Karl Hermann Fahnauer              | Karl Traugott Leberecht Schierz         |             |
| 25         | Friedrich Wilhelm Beeg             | Jacob Peter Ziesch                      |             |

### Vertreter des Handels und Fabrikwesens
| Bezirk | Abgeordneter               | stellvertretender Abgeordneter | Bemerkungen |
| ------ | -------------------------- | ------------------------------ | ----------- |
| 1      | Friedrich Alexander Lincke | Karl Berndt                    |             |
| 2      | Karl Otto Gruner           | Wilhelm Küstner                |             |
| 3      | Eduard Victor Falcke       | Fedor Gustav Zschille          |             |
| 4      | Jakob Moritz Eisenstuck    | Emil Julius Seyffert           |             |
| 5      | Robert Georgi              | Gustav Wilde                   |             |